# Balenberg
Balenberg är en kulle i Belgien.   Den ligger i regionen Flandern, i den centrala delen av landet, 30 kilometer nordost om huvudstaden Bryssel. Toppen på Balenberg är 49 meter över havet, eller 36 meter över den omgivande terrängen. Bredden vid basen är 1,1 km.
Terrängen runt Balenberg är huvudsakligen platt. Runt Balenberg är det ganska tätbefolkat, med 230 invånare per kvadratkilometer.. Närmaste större samhälle är Leuven, 14,2 kilometer söder om Balenberg. 
Omgivningarna runt Balenberg är en mosaik av jordbruksmark och naturlig växtlighet.